# Deuteron
Een deuteron is een atoomkern, die uit een proton en een neutron bestaat. Het is het eenwaardige kation van deuterium 2H, een isotoop van waterstof. Het waterstofion van deuterium is dus het deuteron. Maar een zeer kleine fractie van het waterstof in het heelal, 0,015 %, bestaat uit deuterium. Doordat een deuteron ongeveer twee keer zo zwaar is als een normale waterstofkern, zijn de twee isotopen gemakkelijk te scheiden. Deuteronen spelen een belangrijke rol bij kernfusie.